# Рюстю Речбер
Рюстю Речбер (на турски: Rüştü Reçber) е бивш турски футболист, вратар. Той е футболистът с най-много мачове в историята на турския национален отбор, за който има 120 участия. Речбер е дългогодишен вратар на Фенербахче, като има 294 мача за „фенерите“ в турската Суперлига. През 2004 г. е включен от Пеле в престижния списък на 125-те най-добри живи футболисти ФИФА 100.

## Клубна кариера
Започва кариерата си в академията на Коркутелиспор. Като дете Речбер е привърженик на Галатасарай и прави впечатление на клубната легенда Фатих Терим. През 1991 г. преминава в Анталияспор, като става титулярен страж на отбора, намиращ се тогава във Втора лига. През 1993 г. подписва договор с Бешикташ, но попада в автомобилна катастрофа и трансферът е провален.
Скоро след това подписва с Фенербахче, но отиграва още един сезон в Анталияспор. През сезон 1994/95 е резерва на Енгин Ипекоглу, но след контузия на последния успява да спечели титулярното място. През 1996 г. за първи път става шампион на Турция. Макар в края на 90-те години на местната сцена да доминира вечният враг Галатасарай, Речбер се налага като един от най-добрите вратари в страната и става титуляр в националния отбор. След успешното представяне на Турция на Мондиал 2002 получава предложения от много европейски отбори, но изпълнява договора си с Фенербахче до лятото на 2003 г.
През лятото на 2003 г. подписва с Барселона за 4 години, ставайки първият турчин, играл за „каталунците“. Рюстю е и първия трансфер на клубния президент Жоан Лапорта. Речбер започва като титуляр в предсезонната подготовка, но впоследствие треньорът Франк Рийкард предпочита младия Виктор Валдес поради по-добрата комуникация със защитата. През сезон 2003/04 Речбер изиграва само 4 срещи.
През 2004 г. е даден под наем на Фенербахче и става шампион през 2004/05. На следващия сезон обаче Рюстю е изместен от по-младия Волкан Демирел и получава по-малко игрово време. През 2006/07 отново вдига титлата на Турция, но записва само 8 мача в Суперлигата. През лятото на 2007 г. подписва с Бешикташ. Става шампион и носител на купата на страната през сезон 2008/09 и записва запомнящи се мачове в Шампионската лига. През сезон 2010/11 печели отново националната купа. За „черно-белите“ записва 99 мача в шампионата.

## Национален отбор
Дебютира за турския национален отбор през 1994 г. Първият голям турнир, на който участва, е Евро 1996. Рюстю пази и в трите мача от груповата фаза, но Турция не записва нито една точка на шампионата в Англия. Четири години по-късно пази на Евро 2000, където отборът достига 1/4-финал.
Със силните си изяви Речбер помага на тима, воден от Шенол Гюнеш да спечели бронзовите медали на Световното първенство през 2002 г. и да запише най-големия успех в историята си. Рюстю е избран в идеалния тим на първенството и в отбора на годината на УЕФА.
През 2008 г. Рюстю участва на третото си европейско. В груповата фаза е резерва на Волкан Демирел, но в 1/4-финала с Хърватия стартира поради наказание на Волкан. Речбер дава асистенция на Семих Шентюрк за изравнителния гол в края на продълженията и спасява дузпа, с което класира Турция на полуфинал. След края на турнира обявява отказването си от националния отбор.
На 26 май 2012 г. изиграва бенефиса си за Турция в мач с Финландия. Общо изиграва 120 мача за представителния тим.

## Успехи
- Турска Суперлига – 1996, 2001, 2005, 2007, 2009
- Купа на Турция – 2009, 2011
- В идеалния отбор на Световното първенство – 2002
- В отбора на годината на УЕФА – 2002